# J.T. Thor
KJokhow Panom "JT" Thor (ur. 26 sierpnia 2002 w Omaha) – południowosudańsko-amerykański koszykarz, występujący na pozycji silnego skrzydłowego, obecnie zawodnik Charlotte Hornets.
W 2019 wziął udział w Pangos All-American Camp i NBPA Top 100 Camp - 2019.
Jako debiutant notował średnio 9,4 punktu, 5 zbiórek, 1,4 bloku, 0,9 asysty i 0,8 przechwytu dla Auburn Tigers.
W 2021 reprezentował Charlotte Hornets podczas letniej ligi NBA w Las Vegas.

## Osiągnięcia

### Reprezentacja
- Współlider igrzysk olimpijskich w skutecznosci rzutów wolnych (2024 – 100%)[3]